# Amphiophiura oligopora
Amphiophiura oligopora is een slangster uit de familie Ophiuridae.
De wetenschappelijke naam van de soort werd in 1913 gepubliceerd door Hubert Lyman Clark.